# Suicide Silence (EP)
Suicide Silence е EP албум на едноименната американска деткор група. Издаден е на 30 септември 2005 г. от Third Degree Records.
Албумът носи на групата договор с лейбъла Century Media Records. „Ending Is the Beginning“ е презаписана за „You Can't Stop Me“ (2014), и е използвана за заглавие на концертния албум „Ending Is the Beginning: The Mitch Lucker Memorial Show“.

## Състав
- Мич Лъкър – вокали
- Рик Еш – китара
- Крис Гарза – китара
- Майк Бодкинс – бас
- Джош Годард – барабани

## Песни
| 1.    | Ending is the Beginning        | 2:37 |
| 2.    | Swarm                          | 3:40 |
| 3.    | About a Plane Crash            | 2:48 |
| 4.    | Distorted Thought of Addiction | 3:55 |
| 5.    | Destruction of a Statue        | 3:16 |
| 16:14 |                                |      |